# Claoxylon oliganthum
Claoxylon oliganthum är en törelväxtart som beskrevs av Airy Shaw. Claoxylon oliganthum ingår i släktet Claoxylon och familjen törelväxter.
Artens utbredningsområde är Thailand. Inga underarter finns listade i Catalogue of Life.